# 卡盾螨属
卡盾螨属（学名：Krantzholaspis）为派盾螨科的一个属。

## 下级分类
本属包括以下物种：